# Балшичи
Ба́лшичи (серб. Балшићи) — или потомки Балши (серб. Баоша), владетельный род, правивший в 1356—1421 годах в княжестве Зета, Валонском деспотате и Албании.

## История рода
Основателем рода является Балша I, который в 1356 году стал баном (правителем) Зеты, ставшей независимой после распада Сербского царства. Первым из рода Балшичей, получившим историческую известность, был Георгий I Балшич (Джурадж I), правивший с 1373 по 1379 год; он вместе со своими подданными присоединился в 1368 году к римско-католической церкви. Часть его обширных владений была отнята у него боснийским баном Степаном Твертко.
После смерти Георгия I власть перешла к его брату, Балше II, который погиб в битве с турками в 1385 году, оставив свои владения сыну своего брата, Георгию II Стратимировичу (1385—1405); последний, по мнению Любомира Ковачевича, вошёл в сербскую эпическую поэзию под названием бана Страхинича. Георгий II в 1393 году, будучи в плену, отдал за свою свободу туркам город Скадар, но в 1395 году снова завладел им и отдал этот город Венеции.
Сын Георгия II, Балша III (1405—1421) всю жизнь вёл войну с Венецией. После его смерти Сербия и Венеция разделили его владения.

## Династия Балшичей (1356—1421)
- 1356—1368 Балша I
- 1368—1373 Стратимир, сын Балши I.
- 1373—1379 Георгий I, сын Балши I
- 1379—1385 Балша II, сын Балши I, с 1382 года князь Албании
- 1385—1405 Георгий II, сын Стратимира
- 1405—1421 Балша III, сын Георгия II